# موزة بنت هلال آل نهيان
موزة بنت هلال بن صقر بن زايد آل نهيان حفيدة الشيخ صقر حاكم أبو ظبي في الفترة ما بين 1926-1928. تنتمي لأسرة آل نهيان التي تحكم إمارة أبو ظبي. شاركت الشيخة موزة برفقة الشيخة فاطمة بنت مبارك في إنشاء الاتحاد النسائي والذي أصبح النشاط النسوي الأول في الإمارات العربية المتحدة.

## المهنة
استهلت الشيخة موزة حياتها المهنية كونها الأمينة العامة للإتحاد النسائي ونائبة رئيسة جمعية أبو ظبي لتنمية المرأة. وقد عقدت خلال مسيرتها المهنية ندوات ومؤتمرات ودورات لتدريب وتطوير الإماراتيات، حيث كانت أول امرأة تمثل الإمارات في المؤتمرات العالمية المتعلقة بالنساء. وكونها رئيسة الوفد الإماراتي، حضرت العديد من المؤتمرات النسائية الدولية في المكسيك (1975)، وكوبنهاغن (1985)، وألمانيا الشرقية، فضلاً عن المؤتمرات العربية في مصر وسوريا وغيرها.

## الأوسمة الوطنية
- الإمارات العربية المتحدة: وسام زايد الأول (1998)
- الإمارات العربية المتحدة: مُنحت كتاب شكر وتوصية تقديرًا لجهودها المثمرة والتعاون الإيجابي منذ تأسيس الاتحاد النسائي على يد الشيخة فاطمة، زوجة الشيخ زايد الرئيس السابق للإمارات. (فبراير، 2001)[6]

## حياتها الخاصة
الشيخة موزة وحيدة والدها هلال. ترجع أصول عائلة والدتها إلى شيوخ قبيلة الشوامس. تزوجت الشيخة موزة من الشيخ فيصل بن سلطان القاسمي وأنجبا: خالد، وبسمة، ومحمد، وسارة، وحصة، وشيماء، واليازية، وأروى، وسلطان.